# منعاء
منعاء أو منعا، جبل عملاق، يقع بمنطقة تنومة بني شهر، في منطقة عسير بالمنطقة الجنوبية الغربية للمملكة العربية السعودية، يرتفع عن سطح الأرض 2,782 م (9,127 قدم) وعن سطح البحر حوالي 3,000 م (9,843 قدم).
يحتل مساحة عرضية تقدر بعشرة كيلو متر، ويتميز بشموخ وإطلالة تدل على عظمة الخالق سبحانه. وهو موغل في القدم ويوجد به نقوش أثرية لم تفسر حتى الآن كما يوجد على صدره الأعلى نقشاً لرسم أفعى وأفعوان عملاقين أختلف الناس في تفسيرهما فمنهم من قال أنها عروق صخرية أصليه ومنهم من فسرها بأنها آثار لأمم قد خلت وينقسم الجبل إلى قسمين القسم الشجري والذي تكسوه الأشجار مثل العرعر والشث وغيرهما والقسم الصخري والأجرد ويوجد في قمته كهف كبير وبه نقوش بالسقف كما يعلو الغار مسجد، وهو من أعظم الجبال في المملكة، وتتدفق منه الشلالات عند هطول المطر وتصدير هدير تتشكل في منظر أخاذ ويمكن زيارة موقع تنومه الإلكتروني لمشاهدة صور الجبل، وقد ذكره المؤرخون مثل الهمداني وأوردته الكتب وتغني به الشعراء ونذكر بعض من الأشعار الشعبية فيه:
ياجبال الظهارة سلمي لي على منعا أم منعا تسلم لي على وادي تنومه
أمأ ما قيل فيه بالشعر العربي الفصيح
قال الشاعر هاشم بن طه
وقال أيضاً
وهذا الجبل العظيم بجماله وروعة منظره الخلاب يقصده الناس لغرض التمتع بالمنظر وإذا نظرت اليه تجد وكأن تنومه بين ذراعيه.